# Quảng trường Tartini

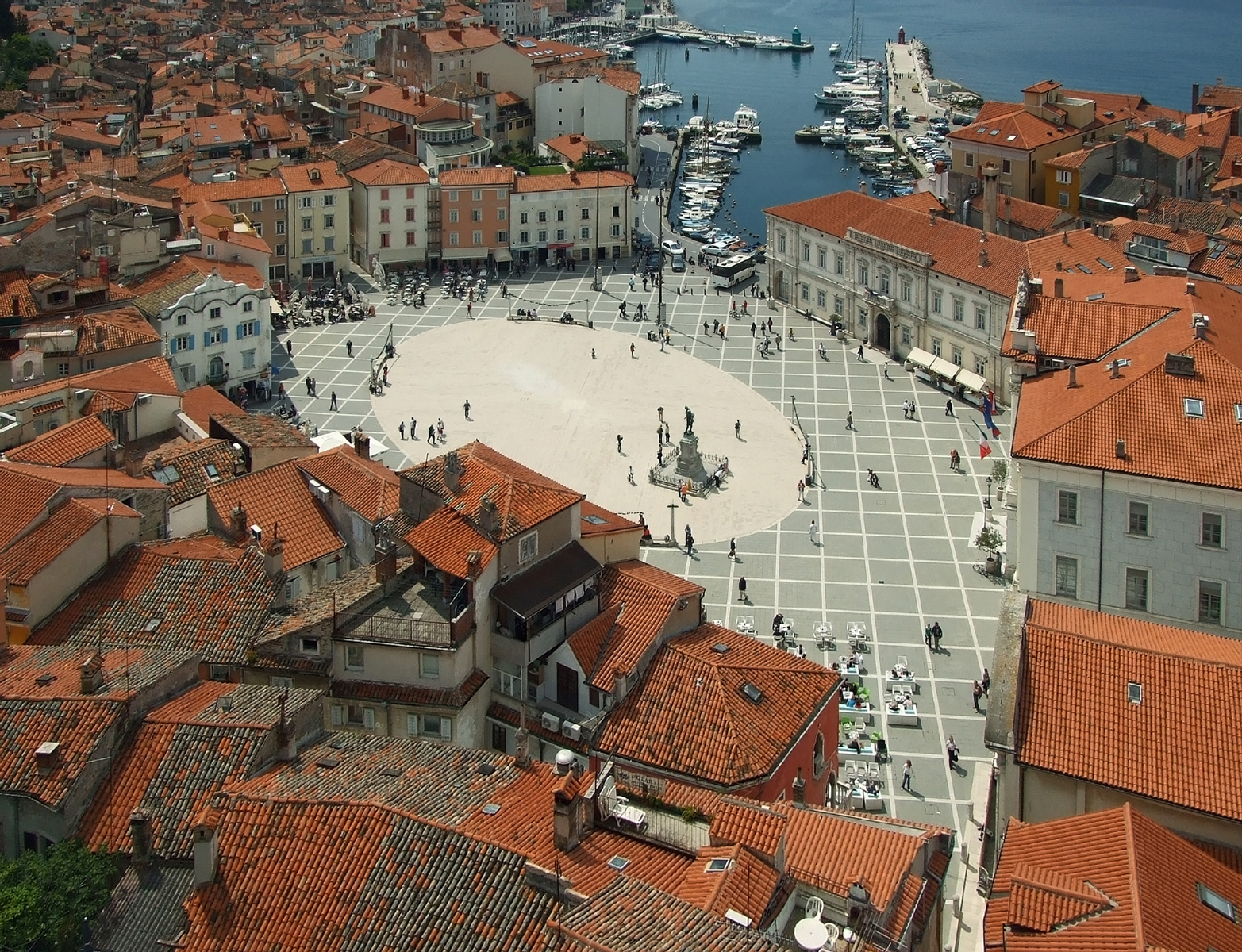
Quảng trường Tartini

Quảng trường Tartini (tiếng Slovenia: Tartinijev trg, tiếng Ý: Piazza Tartini) là quảng trường chính và lớn nhất ở Piran, Slovenia. Nó được đặt tên theo nhạc công violon và nhà soạn nhạc Giuseppe Tartini, người có tượng đài được dựng năm 1896.
Quảng trường này đã từng là một bến tàu bên trong cho các tàu nhỏ hơn chẳng hạn như các tàu thuyền đánh cá, và tọa lạc  bên ngoài các bức tường thành phố đầu tiên. Trong thời Trung cổ, bến tàu đã bị bao quanh bởi các tòa nhà và cung điện quan trọng, bởi vì trong đó nó đã trở thành một địa điểm quan trọng của thị trấn. Tuy nhiên, do nước thải đã kết thúc ở đó, các quan chức đã quyết định lấp bến tàu và thiết lập một quảng trường "thực sự" ở đó vào năm 1894.
Từ 1909 đến 1912 một tuyến xe điện bánh hơi đã được xây kết nối Piran đến ga xe lửa trong Lucija nơi tuyến đường sắt Parenzana đã được xây kết nối Trieste và Poreč với các đô thị khác. Sau năm 1912, xe điện bánh hơi được thay thế bằng xe điện mặt đất hiệu quả hơn và hoạt động cho đến năm 1953 khi nó đã bị bỏ. Sau khi bỏ tuyến xe điện mặt đất, người ta đã tiến hành cải tạo lớn đối với quảng trường, khi một nền hình elip được hình thành xây bằng đá trắng, được thiết kế bởi kiến trúc sư Boris Podrecca.
Trong những năm gần đây đã có một số thay đổi để giảm số lượng phương tiện cá nhân trong quảng trường, ưu tiên cho hoạt động du lịch, vì vậy trong mùa chính (1 tháng bảy-1 tháng 9) xe không được phép đỗ trong quảng trường, mà phải đỗ ở bãi đậu xe của thành phố ở Fornače. Ngoài ra còn có một tuyến mini-buýt chạy từ Piran đến các thị trấn ven biển khác trong mùa chính.

## Hình ảnh

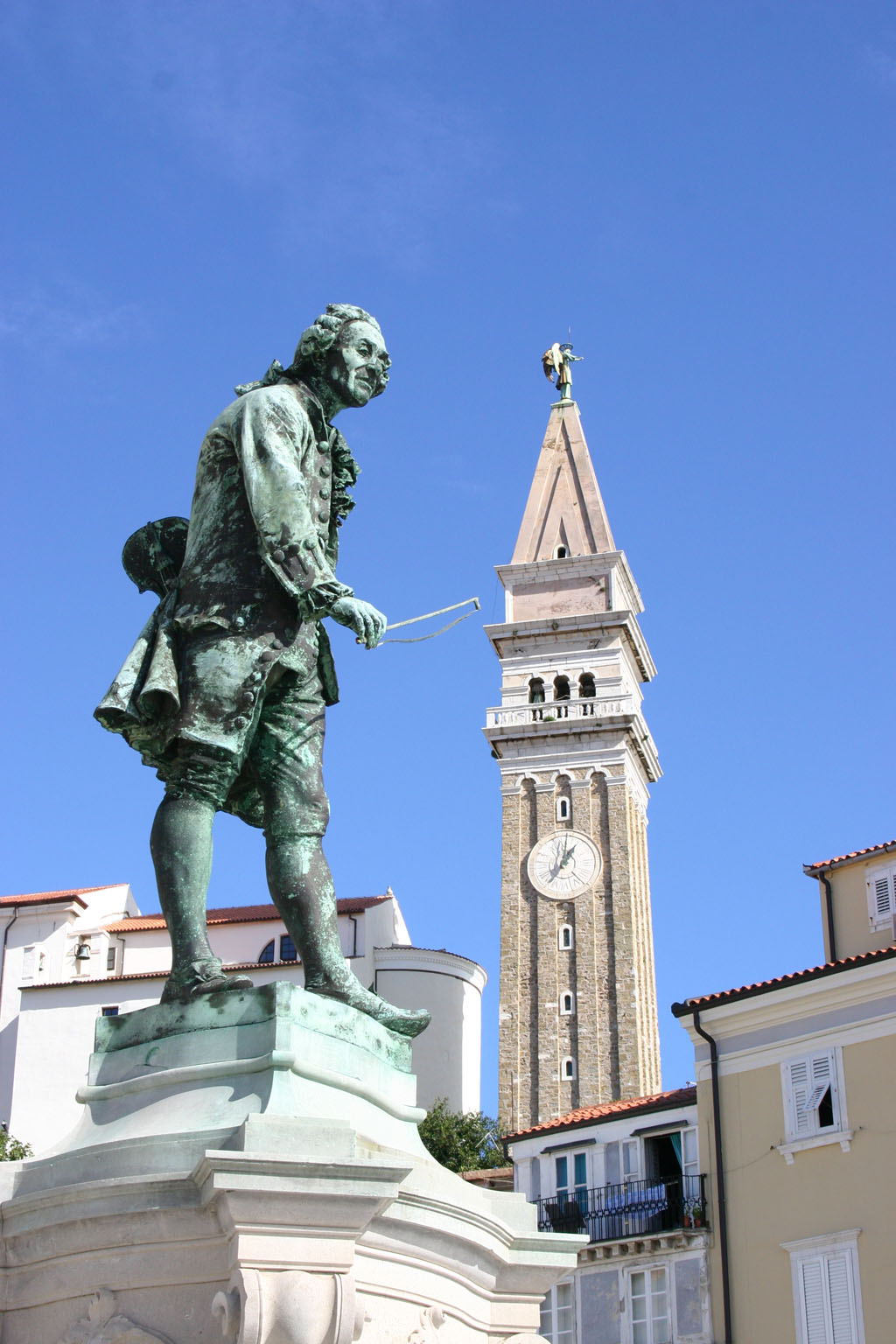
Tượng Giuseppe Tartini